# Crassispira eurynome
Crassispira eurynome é uma espécie de gastrópode do gênero Crassispira, pertencente à família Pseudomelatomidae.